# Horistomyia oxycantha
Horistomyia oxycantha is een tweevleugelige uit de familie steltmuggen (Limoniidae). De soort komt voor in het Australaziatisch gebied.